# Josep Anglada i Llovet
Josep Anglada i Llovet (Banyoles, 7 de novembre de 1801 - Castelló d'Empúries, 15 de novembre de 1876) fou un compositor i organista català.
Nascut a Banyoles era fill de Benet Anglada i Castany nascut a Banyoles i Anna Maria Llobet de Vilanant.
Obtingué l'ordenació sacerdotal el 28 de març de 1828 i probablement residí a Banyoles. De 1820 a 1824 fou organista de la seu de Solsona. El 1826 obtingué el benefici de Sant Pau, o de bordoner, de la parroquial de Castelló d'Empúries, vacant per l'òbit de Pere Nouvilas i Ràfols, així com l'organistia, càrrec que exercí fins al 1876.
Es conserven obres seves als fons musical de la basílica de Santa Maria de Castelló d'Empúries (I) (CdE).